# Horacio Aránguiz Donoso
Horacio Aránguiz Donoso (n. Santiago en 1942 –  11 de agosto de 2020) fue un historiador chileno, que llegó a ocupar diversos cargos bajo la dictadura de Augusto Pinochet.
Obtuvo el título de profesor y licenciado en historia en 1965. Se formó bajo el alero de Jaime Eyzaguirre, de quien fue su ayudante en la Universidad de Chile. Fue parte integrante del Departamento de Historia y Geografía, que antecedió al Instituto de Historia, de la Pontificia Universidad Católica de Chile. Participó en su formación, a instancias de Eyzaguirre. Allí se desempeñó por varios años, alcanzado su dirección. También ha sido copropietario del exclusivo Colegio Apoquindo de Santiago, creado en 1980.También fue rector del colegio Sun Valley College,donde terminó jubilandose. En 1983, mientras era académico de la Universidad Católica, fue llamado a formar parte del gobierno como  Ministro de Educación, cargo en el que se mantuvo hasta 1985. Con posterioridad fue nombrado Embajador de Chile en Suiza.
Como historiador, escribió artículos sobre la situación de los trabajadores campesinos, la Parroquia rural de Pelarco en el siglo XVIII y otros temas agrarios.
Fue Miembro de la Academia Chilena de la Historia, de cuyo Boletín fue editor durante un extenso período. 
Tras su fallecimiento, sus funerales se realizaron el 11 de agosto de 2020 en el cementerio de Auco, en la comuna de Rinconada de Los Andes.
- Datos: Q18418220